# Chrześcijaństwo liberalne
Treść tego artykułu może nie być zgodna z zasadami neutralnego punktu widzenia.
Dokładniejsze informacje o tym, co należy poprawić, być może znajdują się w dyskusji tego artykułu.
 Po wyeliminowaniu niedoskonałości należy usunąć szablon {{Dopracować}} z tego artykułu.
Chrześcijaństwo liberalne albo chrześcijański liberalizm to ruch zapoczątkowany i prezentowany w XIX w. przez część chrześcijaństwa, w szczególności ewangelickiego, zwracający uwagę na indywidualne i subiektywne podejście jednostki do Boga.

## Charakterystyka
Ruch, którego korzenie tkwią w myśli teologicznej Friedriecha Schleiermachera charakteryzuje się następującymi cechami:
- wewnętrzną różnorodnością opinii
- przyjęciem nadrzędnej krytyki Biblii wraz z chęcią kwestionowania nadprzyrodzonych elementów opowieści biblijnych (np. dzieworództwa)
- odrzuceniem dosłownej interpretacji Biblii i jej nieomylności
- wolnością konstruowania własnych, osobistych wizji Boga
- innym spojrzeniem na zbawienie niż tym prezentowanym przez konserwatywnych chrześcijan (np. negacja istnienia Szatana i piekła)
- naciskiem na poczucie włączającej przynależności i wspólnoty, w ostatnich latach stosowany do mniejszości: rasowych, seksualnych i narodowych oraz kobiet.
- wolą rozważenia i przyjęcia punktów widzenia które mają inne korzenie niż chrześcijańskie
- łączą teologię z nowoczesnymi teoriami naukowymi.
- permisywizmem w wielu kwestiach obyczajowych (np. dopuszczanie związków osób tej samej płci, kapłaństwo kobiet, aborcji, eutanazji etc).

## Teologia liberalna w ewangelickiej myśli teologicznej
W nurcie ewangelickim teologia liberalna swoją świetność przeżywała w XIX wieku. Rozwój liberalnej myśli teologicznej wynikał z reakcji na scjentystyczne poglądy oświeceniowe. Głównym myślicielem, który wytyczył ścieżki pod późniejszy nurt, był Friedrich Schleiermacher. W jego koncepcjach teologicznych objawienie Boga jest aktem wewnętrznym, dokonuje się w człowieku. Pogląd ten stoi w sprzeczności do luterańskiej i reformowanej ortodoksji. W myśli ortodoksyjnej objawienie było aktem zewnętrznym (transcendentny Bóg przychodzi do człowieka z zewnątrz). Według Schleiermachera wiara (religia) jest przez to indywidualna i subiektywna, każdy wierzący człowiek ma własny ogląd Boga. W związku z tym, dużą rolę w teologii Schleiermachera zaczęła odgrywać hermeneutyka.
W ciągu XIX stulecia, wraz z rozwojem nauk przyrodniczych, antropologii i archeologii, liberalna teologia, poprzez metodę historyczno-krytyczną, dążyła do przebadania w sposób naukowy orędzia biblijnego. W szczególności archeologia dostarczyła wielu faktów i narzędzi dla teologów zajmujących się egzegezą i biblistyką (np. Julius Wellhausen). Nowe odkrycia sprawiły, że wśród teologów pojawił się postulat redukowania orędzia biblijnego do treści znajdujących odzwierciedlenie w przekazie naukowym.
Indywidualizacja objawienia, doprowadziła do poglądu, jakoby Bóg objawiał się wszystkim ludziom, nawet tym, którzy nie przynależą do chrześcijaństwa. Ernst Troeltsch tworzący pod wpływem ewolucjonizmu, wyprowadził koncepcję, iż objawienie pojawia się w każdym człowieku i w każdej religii, jednakże dopiero w chrześcijaństwie znajduje ono swą najdoskonalszą formę. Do innych myślicieli liberalnych należą, przede wszystkim, Adolf von Harnack i Albrecht Ritschl. Teologia liberalna znalazła także zwolenników na gruncie polskiej teologii ewangelickiej, a do jej najważniejszych polskich przedstawicieli należą Wiktor Niemczyk i Karol Serini.
Subiektywne spojrzenie na Boga, własne interpretacje chrześcijaństwa, a w ostateczności indywidualna moralność doprowadziły do kompromitacji teologii liberalnej w momencie wybuchu I wojny światowej, gdy wielu, spośród niemieckich teologów poparło zaangażowanie w walkę. Reakcją na teologię liberalną była teologia dialektyczna, reprezentowana przede wszystkim przez Karla Bartha i Emila Brunnera.
Od lat sześćdziesiątych XX wieku teologia liberalna znajduje jednak zwolenników. Do najważniejszych współczesnych teologów liberalnych należy anglikański teolog i biskup John Shelby Spong.

## Najważniejsi przedstawiciele

### Wspólnoty protestanckie i anglikańskie
- Friedrich Schleiermacher (1768–1834) – często nazywany "ojcem chrześcijaństwa liberalnego", twierdził, że doświadczenie religijne jest introspekcją i że najbardziej prawdziwe zrozumienie Boga polega na „poczuciu absolutnej zależności”.
- Charles Augustus Briggs (1841–1913) – profesor w Union Theological Seminary, wczesny orędownik krytyki Biblii.
- Henry Ward Beecher (1813–1887) – amerykański kaznodzieja, który porzucił kalwińską ortodoksję swojego słynnego ojca, wielebnego Lymana Beechera, aby zamiast tego głosić społeczną ewangelię liberalnego chrześcijaństwa.
- Adolf von Harnack (1851–1930) – niemiecki teolog i historyk kościoła, propagował Ewangelię społeczną; napisał przełomowe dzieło teologii historycznej pod tytułem Lehrbuch der Dogmengeschichte (Historia Dogmy).
- Charles Fillmore (1854–1948) – chrześcijański mistyk; współzałożyciel Kościoła Jedności wraz z żoną Myrtle Fillmore.
- Hastings Rashdall (1858-1924) – angielski filozof, teolog i duchowny anglikański. Autor Doktryny i Rozwoju (1898).
- Walter Rauschenbusch (1861–1918) – amerykański baptysta, autor książki "A Theology for the Social Gospel", która nadała temu ruchowi ostateczną definicję teologiczną.
- Harry Emerson Fosdick (1878–1969) – amerykański pastor Północnych Baptystów, pastor założyciel nowojorskiego Kościoła Riverside w 1922
- Rudolf Bultmann (1884–1976) – niemiecki biblista, liberalny teolog chrześcijański. Jego poglądy charakteryzuje egzystencjalizm.

- Paul Tillich (1886–1965) – znacząca postać liberalnego chrześcijaństwa; syntetyzował liberalną teologię protestancką z filozofią egzystencjalistyczną.
- Leslie Weatherhead (1893–1976) – angielski kaznodzieja i autor The Will of God and The Christian Agnostic
- James Pike (1913–1969) – biskup diecezji w Kalifornii w latach 1958–66. Wczesny kaznodzieja telewizyjny, jako dziekan Katedry Świętego Jana Bożego w Nowym Jorku; rzecznik ewangelii społecznej i zwolennik praw obywatelskich; autor książek „If This Be Hereresy” i „The Other Side”;
- John Shelby Spong (1931–2021) – biskup episkopalny i autor książek, takich jak A New Christianity for a New World, w których pisał o odrzuceniu tradycyjnych wierzeń religijnych i chrześcijańskich, takich jak teizm (tradycyjna koncepcja Boga jako istoty istniejącej), życie pozagrobowe, cuda i zmartwychwstanie.
- Marcus Borg (1942–2015) – amerykański biblista, autor książek, członek Jesus Seminar.
- Robin Meyers (1952-) – duchowny Zjednoczonego Kościoła Chrystusa i profesor filozofii.
- Michael Dowd (1958–2023) – ekoteolog, ewangelista i propagator teorii Wielkiego Wybuchu oraz ewolucji.

### Katolicyzm
- Gustavo Gutiérrez Merino (1928–2024) – peruwiański filozof, teolog i duchowny dominikański uważany za jednego z twórców teologii liberalnej.

## Linki zewn. (anglojęzyczne)

### Za
- Liberal Christian Research Pages
- Liberalism By M. James Sawyer , Th.M., Ph.D.. bible.org. [zarchiwizowane z tego adresu (2007-04-05)].
- Would Jesus Love a liberal? You bet!. hostdiva.com. [zarchiwizowane z tego adresu (2013-10-29)].
- The Center for Progressive Christianity
- Liberals Like Christ
- Unitarian Christianity: A Very Short Introduction
- Christian Alliance for Progress. christianalliance.org. [zarchiwizowane z tego adresu (2018-03-18)].
- Sojourners
- CrossLeft
- I Am A Christian Too
- American Unitarian Christianity: History, Sermons, Journals
- Sex and the Liberal Christian. nsrc.sfsu.edu. [zarchiwizowane z tego adresu (2007-03-16)].

### Przeciw
- Contra Theological Liberalism
- Christianity and Liberalism by J. Gresham Machen (1881-1937). biblebelievers.com. [zarchiwizowane z tego adresu (2005-02-06)].
- Newman Against Liberalism by Father John Henry Newman, 1879
- Glossary of Liberal Theological Terms
- Evangelical Definition of Liberalism
- The "Changing" God of the New Theologies
- The Jesus Seminar: The Slippery Slope to Heresy
- Apostasy in the Christian church
- THE CHURCH AT THE END OF THE AGE AND WHAT TO DO ABOUT IT